# KAA Gent Ladies
KAA Gent Ladies – kobieca sekcja belgijskiego klubu piłki nożnej KAA Gent, mający siedzibę w mieście Gandawa, w północno-zachodniej części kraju, występujący od sezonu 2015/16 w rozgrywkach Super League, a wcześniej w latach 2013–2015 w nowo powstałej, transgranicznej lidze Belgii i Holandii (BeNe League).

## Historia
Chronologia nazw:
- 1996: KSK Cercle Melle
- 2002: KV Cercle Melle
- 2011: Melle Ladies – po odłączeniu od KV Cercle Melle
- 2013: KAA Gent Ladies – po dołączeniu do KAA Gent

Kobieca drużyna piłkarska KSK Cercle Melle została założona w Melle w 1996 roku jako dziewczęca drużyna klubu piłkarskiego Cercle Melle. W 1997 roku zespół wystartował w lidze prowincjonalnej Oost-Vlaamse. Ta kobieca drużyna odniosła sukces i po dwóch sezonach awansowała do najniższej ligi krajowej, zwanej Tweede Klasse (D2). W 2002 roku zmieniono nazwę klubu łącznie z sekcją żeńską na KV Cercle Melle. Pierwszej drużynie kobiecej udało się utrzymać w drugiej lidze z różnymi wynikami, aż w sezonie 2005/06 stała się przedostatnią drużyną i spadła do Derde Klasse. W następnym sezonie natychmiast został zwycięzcą serii i wrócił do drugiej ligi już po roku w 2007. Zespół nadal osiągał dobre wyniki w drugiej lidze, zajmując trzecie miejsce w pierwszym sezonie po powrocie i drugie miejsce rok później, w 2009 roku. W rezultacie klub zakwalifikował się do barażów o awans, ale przegrał z DV Famkes Merkem i pozostał w drugiej lidze.
W 2010 roku drużyna ponownie uzyskała trzecią lokatę, ale w 2011 roku zajęła miejsce w środku tabeli. Po tym sezonie sekcja żeńska oderwała się od Cercle Melle i stała się niezależnym klubem Melle Ladies, który dołączył do Belgijskiego Związku Piłki Nożnej, otrzymując numer rejestracyjny 9582. Klub zaczął grać na terenie Tenstar Melle. W swoim pierwszym sezonie jako niezależny klub od razu został mistrzem drugiej ligi, a w 2012 roku po raz pierwszy awansował do Eerste Klasse. W sezonie 2012/13 startowała nowoutworzona Women's BeNe League, w której doszło do połączenia belgijskiej First Division i holenderskiej Eredivisie, wskutek czego poziom Tweede Klasse spadł do drugiego szczebla. W 2012 roku trwały rozmowy z męskim klubem KAA Gent, w wyniku których klub od sezonu 2012/13 występował jako KAA Gent Ladies. W sezonie 2012/13 zespół zajął trzecie miejsce, ale w związku z dobrowolnym spadkiem SV Zulte Waregem i odmową udziału w BeNe League zarówno mistrza ligi DVC Eva's Tienen, jak i wicemistrza KSK Heist, klub otrzymał promocję do belgijsko-holenderskiej BeNe League. W debiutowym na najwyższym poziomie sezonie zespół zajął przedostatnie 13.miejsce, a w następnym sezonie 2014/15 był dziewiątym w tabeli ligowej. Od sezonu 2015/16 ponownie rozgrywano osobne mistrzostwa Belgii w Super League.
W pierwszym sezonie Superligi klub zajął już czwarte miejsce i tym samym zakwalifikował się do Play-off 1. W sezonie 2016/17 klub osiągnął swój najlepszy dotychczas wynik, zajmując trzecie miejsce w Superlidze oraz zdobywając Puchar Belgii. W następnym 2017/18 nawet uzyskał tytuł wicemistrza Belgii. Sezon 2019/20 nie dokończono z powodu pandemii COVID-19, wówczas zespół zajmował trzecie miejsce. W sezonie 2020/21 po raz kolejny uplasował się na trzeciej pozycji. Potem już zajmował miejsca poniżej podium.

## Barwy klubowe, strój, herb, hymn
|  |  |

Klub ma barwy niebiesko-białe. Piłkarki domowe spotkania zazwyczaj grają w niebieskich koszulkach, niebieskich spodenkach oraz niebieskich getrach.

## Sukcesy

### Trofea międzynarodowe
Do chwili obecnej klub jeszcze nigdy nie zakwalifikował się do rozgrywek europejskich.

### Trofea krajowe
| \| \| Zdobyte trofea w rozgrywkach Belgii (stan na: 31-05-2023) \| |                                                           |      |                           |
| Rozgrywki                                                          | Osiągnięcie                                               | Razy | Sezon(y)                  |
| Mistrzostwo                                                        | I miejsce                                                 | 0    |                           |
| Mistrzostwo                                                        | II miejsce                                                | 1    | 2017/18                   |
| Mistrzostwo                                                        | III miejsce                                               | 3    | 2016/17, 2019/20, 2020/21 |
| Puchar                                                             | zdobywca                                                  | 2    | 2016/17, 2018/19          |
| Puchar                                                             | finalista                                                 | 0    |                           |
| II liga                                                            | I miejsce                                                 | 1    | 2011/12                   |
| II liga                                                            | II miejsce                                                | 1    | 2008/09                   |
| II liga                                                            | III miejsce                                               | 3    | 2007/08, 2009/10, 2012/13 |
| Belgia                                                             | Zdobyte trofea w rozgrywkach Belgii (stan na: 31-05-2023) |      |                           |

### Inne trofea
- Derde/Tweede Klasse:
  - mistrz (1x): 2006/07

## Poszczególne sezony

### Rozgrywki międzynarodowe

#### Europejskie puchary
Klub nigdy nie uczestniczył w rozgrywkach europejskich.

### Rozgrywki krajowe
| \| Belgia \| Bilans występów klubu w rozgrywkach piłkarskich Belgii (Stan na 31 maja 2023 r.) \| \| |                                                                                  |        |       |   |   |   |    |    |     |                      |        |        |      |
| Poziom                                                                                              | Rozgrywki                                                                        | Sezony | Mecze | Z | R | P | B+ | B– | Pkt | Lata                 | Awanse | Spadki | Naj. |
| I                                                                                                   | Eerste Klasse / Super League                                                     | 10     |       |   |   |   |    |    |     | od 2013/14           | 0      | 0      | 2    |
| II                                                                                                  | Tweede Klasse / Eerste Klasse                                                    | 13     |       |   |   |   |    |    |     | 1999–2006, 2007–2013 | 1      | 1      | 1    |
| III                                                                                                 | Derde Klasse / Tweede Klasse                                                     | 3      |       |   |   |   |    |    |     | 1997–1999, 2006/07   | 1      | 0      | 1    |
| | Puchar Belgii                                                                    | 23     |       |   |   |   |    |    |     | od 1999/00           | 0      | 0      | 1    |
| | Superpuchar Belgii                                                               | 0      |       |   |   |   |    |    |     |                      | 0      | 0      |      |
| Belgia                                                                                              | Bilans występów klubu w rozgrywkach piłkarskich Belgii (Stan na 31 maja 2023 r.) |        |       |   |   |   |    |    |     |                      |        |        |      |

## Piłkarki, trenerzy, prezydenci i właściciele klubu

### Trenerzy
...
- 2013–06.2022:  Dave Mattheus
- od 06.2022:  Jorn Van Ginderdeuren

## Struktura klubu

### Stadion
Drużyna rozgrywa swoje mecze domowe w Gandawie na stadionie Chillax Arena, który może pomieścić 6.500 widzów.

## Kibice i rywalizacja z innymi klubami

### Derby
- Club Brugge
- Eendracht Aalst Ladies